# リトル・ジミー・ディケンズ

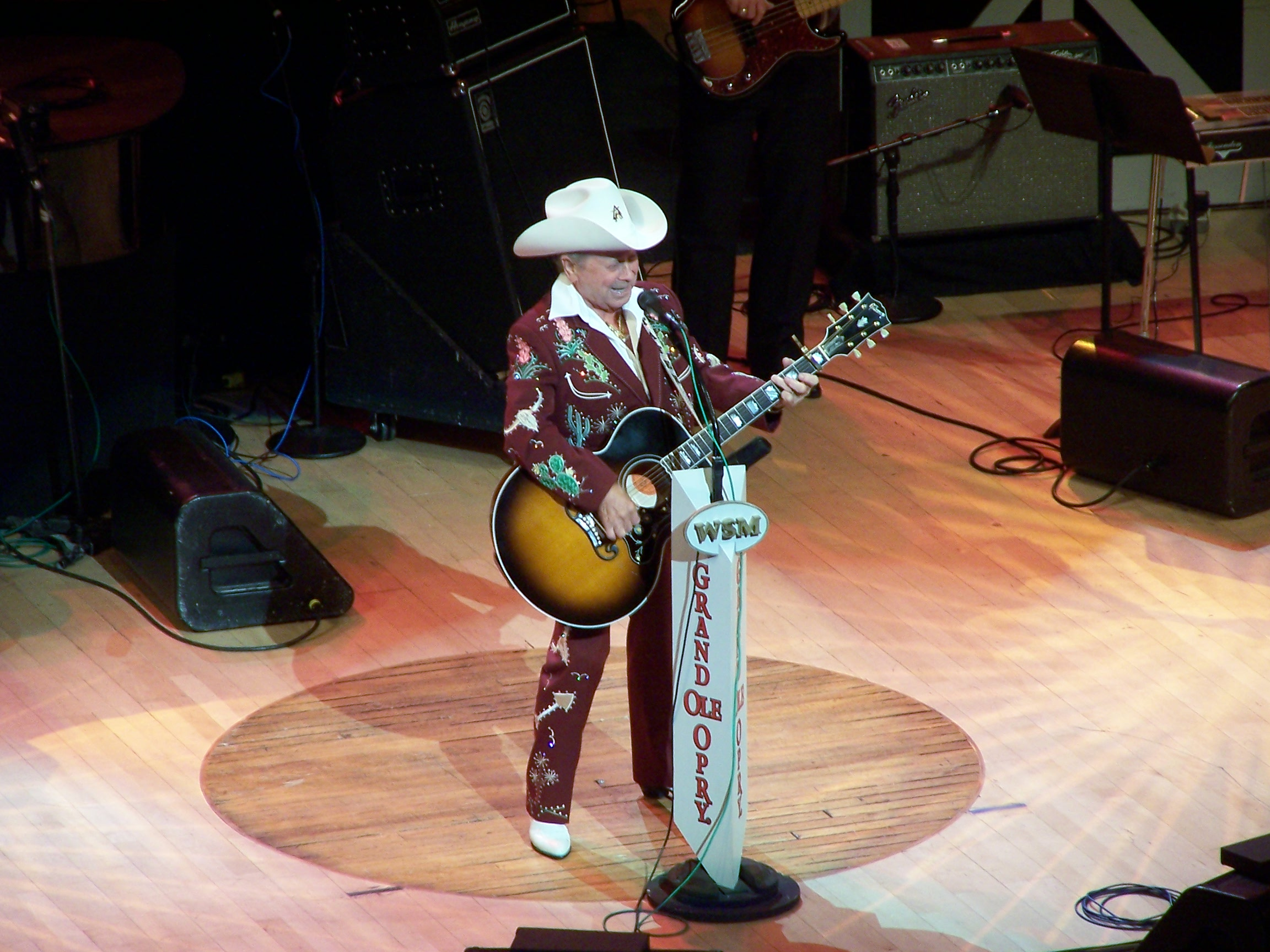
2006年撮影。

リトル・ジミー・ディケンズ（Little Jimmy Dickens、本名ジェイムズ・セシル・ディケンズ（James Cecil Dickens） 1920年12月19日 - 2015年1月2日）は、アメリカ合衆国のカントリー・ミュージック歌手。ユーモラスなコミックソング、4'11" (150 cm)の身長、ラインストーンを散りばめた衣装で知られる。1948年、グランド・オール・オープリーのメンバーとして活動を開始し、1983年、カントリー・ミュージック殿堂に殿堂入りした。

## 経歴
ウェストバージニア州ボルトで生まれ、1930年後期よりウェストバージニア大学在学中に地元のラジオ局で演奏するようになった。音楽の道に進むためにすぐに大学を中退し、ジミー・ザ・キッドの名で全米の様々な地方のラジオ局を巡業した。
1948年、ミシガン州サギノーにあるラジオ局に出演中にロイ・エイカフに気に入られ、コロムビア・レコードのアート・サザリーとグランド・オール・オープリーの職員に紹介された。8月にオープリーに参加し、9月にコロムビア・レコードと契約した。この頃から、彼は自身の身長に因み、リトル・ジミー・ディケンズというニックネームを使用するようになった。

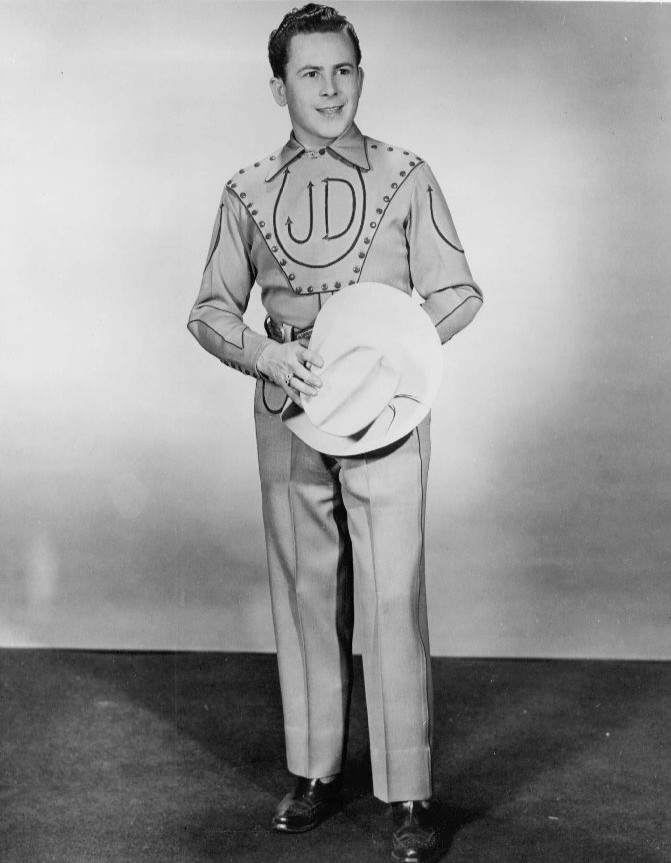
1955年撮影

ディケンズはコロンビアから『Country Boy』、『A-Sleeping at the Foot of the Bed 』、『I'm Little But I'm Loud 』などの多くのコミックソングを発表した。彼の曲『Take an Old Cold Tater (And Wait) 』からハンク・ウィリアムズはディケンズに「テイター」とあだ名をつけた。後に、ディケンズによるとヒット曲が欲しい彼に、ウィリアムズはグランド・オール・オープリーのツアー・バスに乗車中、20分で『Hey Good Lookin' 』をディケンズのために書き上げた。しかしその1週間後、彼はこの曲を自身の曲として発表し、ディケンズに「あの曲は君には素晴らし過ぎるからね」と冗談を言った。
1950年、ジェイボ・アーリントン、グレイディ・マーティン、ボブ・マーティン、サムズ・カーライルらと共にカントリー・ボーイズを結成した。彼らはグランド・オール・オープリーのロード・ショーのツアー中、アリゾナ州フェニックスのテレビ局で、後に殿堂入りすることとなるマーティ・ロビンスを発掘した。1957年、フィリップ・モリス・カントリー・ミュージック・ショーのツアーに出演するためグランド・オール・オープリーを離脱した。
1962年、『The Violet and the Rose 』を発表し、この12年間で初めてトップ10にランクインした。1964年、世界中をツアー公演した最初のカントリー・アーティストとなり、ジョニー・カーソンの『ザ・トゥナイト・ショー』など多くのテレビ番組に出演するようになった。1965年、彼にとって最大のヒット曲となる『May the Bird of Paradise Fly Up Your Nose 』を発表し、カントリー・チャートで第1位、ポップ・チャートで第15位となった。

1960年代後期、コロムビアからデッカ・レコードに、1971年にユナイテッド・アーティスツに移籍した。同年、モナと結婚し、1975年、グランド・オール・オープリーに復帰した。1983年、カントリー・ミュージック殿堂に殿堂入りした。
連続テレビドラマ『In the Heat of the Night 』の出演者によるCD『Christmas Time’s A Comin’ 』の曲『Jingle Bells 』にランドール・フランクス、アラン・オートリーと共にプロデューサーとして参加し、1991年と1992年のクリスマス・アルバムとして南部で人気となった。
近年、同じくウェストバージニア州出身のブラッド・ペイズリーなど後進のカントリー・ミュージシャンの多くのミュージック・ビデオに出演している。また、ジョージ・ジョーンズやビル・アンダーソンなど他のオープリーの大物と共にペイズリーのアルバムのボーナス・コメディ・トラックに何度か出演している。彼らはKung-Pao Buckaroos と呼ばれている。
2009年3月、ハンク・ロックリンが亡くなり、グランド・オール・オープリーの生存するメンバーでディケンズが90歳で最高齢となった。彼は現在もオープリーの司会としてレギュラー出演しており、しばしば自虐ネタを披露し、自らを「税金問題のないウィリー・ネルソン」だと語ることもある。2011年のCMAアワードではジャスティン・ビーバーの扮装をして現れ、当時話題に上っていた隠し子疑惑をネタにした。
2015年1月2日、脳卒中で入院中のテネシー州ナッシュビルの病院で死去。94歳没。